# Bartolomeo Veneto
Pour les articles homonymes, voir Veneziano.
Bartolomeo Veneto ou Bartolomeo Veneziano (Venise, vers 1470 – Milan, 1531) est un peintre italien de la Renaissance qui fut actif entre 1502 et 1530.

## Biographie
Bartolomeo Veneto étudie auprès de Gentile Bellini et d'autres maîtres italiens.
Il  travaille à la cour d'Este à Ferrare entre 1505 et 1508 et ensuite à Milan où il subit l'influence de Léonard de Vinci et il se spécialise dans les portraits.

## Style

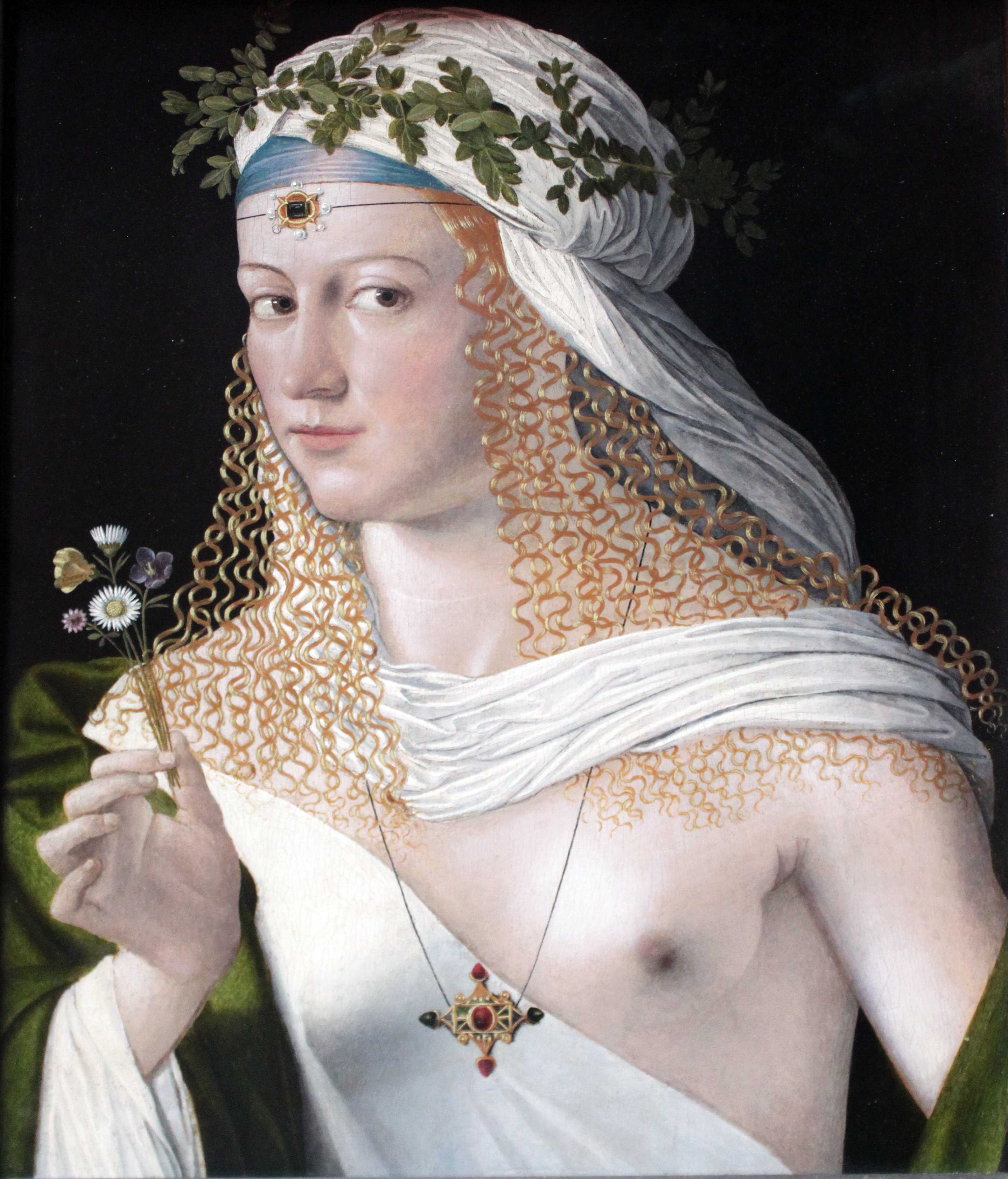
Portrait idéalisé d'une courtisane en Flore (
1520, Städel Museum, ancienne collection Jakob Gsell).

Les œuvres de jeunesse de Bartolomeo sont constituées de petites images pieuses et changent de sujet en fonction de ses mécènes. Il réalise des tableaux à partir de thèmes religieux mais surtout des portraits des grands personnages de Venise et de Vénétie et obtient de nombreuses commandes en Italie du Nord.
Tous ses tableaux ont été peints sur bois et quelques-uns par la suite ont été transférés sur toile.
Ses premières œuvres sont caractérisées par une certaine dureté du dessin et par de vivaces échanges chromatiques où apparait une évidente influence de Giovanni Bellini et de Cima da Conegliano.
Par la suite, grâce à l'influence de la Renaissance lombarde, sa peinture s'enrichit d'une forte intensité de couleur.
Au cours de la dernière phase de sa carrière, Bartolomeo acquiert une fermeté dans le dessin, une nouvelle vivacité dans les teintes ainsi qu'une expression originale, fruit de l'influence de l'école allemande de la Renaissance et en particulier celle de Dürer.

## Attribution
Quarante peintures sont généralement attribuées à Bartolomeo mais seulement neuf portent des inscriptions avec le nom de l'artiste. Une grande partie des œuvres généralement acceptées sont des peintures à thème religieux qui ont été peintes au début de sa carrière.
Le plus ancien travail connu de Bartolomeo est daté de 1502, une Vierge à l'Enfant qui comporte un texte bien lisible  « bartolamio mezo venizian e mezo cremonese » (Bartolomeo moitié-vénitien et moitié-Cremonese).  L'inscription est intéressante pour la compréhension du peintre, pour l'élaboration de style, sur sa citoyenneté, ainsi qu'une référence à son influence stylistique diversifiée. La moitié vénitienne reflète sa connaissance de Gentile Bellini. La Cremonese suggère quelques connaissances de l'école Cremonese, fondée par Giulio Campi.
Une autre inscription se trouve sur une Vierge à l'Enfant similaire. L'inscription est difficile à lire, et la date est inconnue. Ce qui reste est « 7 15 avril... bartolamio s...o de z... être...» laisse supposer que Bartolomeo a voulu indiquer qu'il fut l'élève de  Gentile Bellini (« Zentile »).

## Œuvres (chronologie)
- Portrait d'une jeune femme, 1500-1510, National Gallery Londres
- Vierge à l'Enfant, 1505, Académie Carrara, Bergame
- La Circoncision, 1506, 87 × 142 cm, musée du Louvre, Paris[3]
- François Marie Ier della Rovere, duc d'Urbin, v. 1508, huile sur bois, 75 × 57 cm, Académie Carrara, Bergame[4]
- Portrait de gentllhomme à la barbe, 1508-1510, huile et tempera sur panneau, 59 × 47 cm, collection particulière
- Portrait d'un jeune gentilhomme, v. 1510, huile sur panneau, Cleveland Museum of Art
- Beatrice d'Este[5], v. 1510, huile sur toile, 75 × 56 cm, Snite Museum of Art, Indiana
- Portrait de Beatrice d'Este II, 1510, Palazzo dei Diamanti, Ferrare
- Portrait de Lucrezia Borgia, 1510-1520, musée des beaux-arts de Nîmes
- Portrait de gentilhomme, 1512, huile sur panneau, 73 × 58 cm, galerie nationale d'art ancien (Rome), palais Barberini

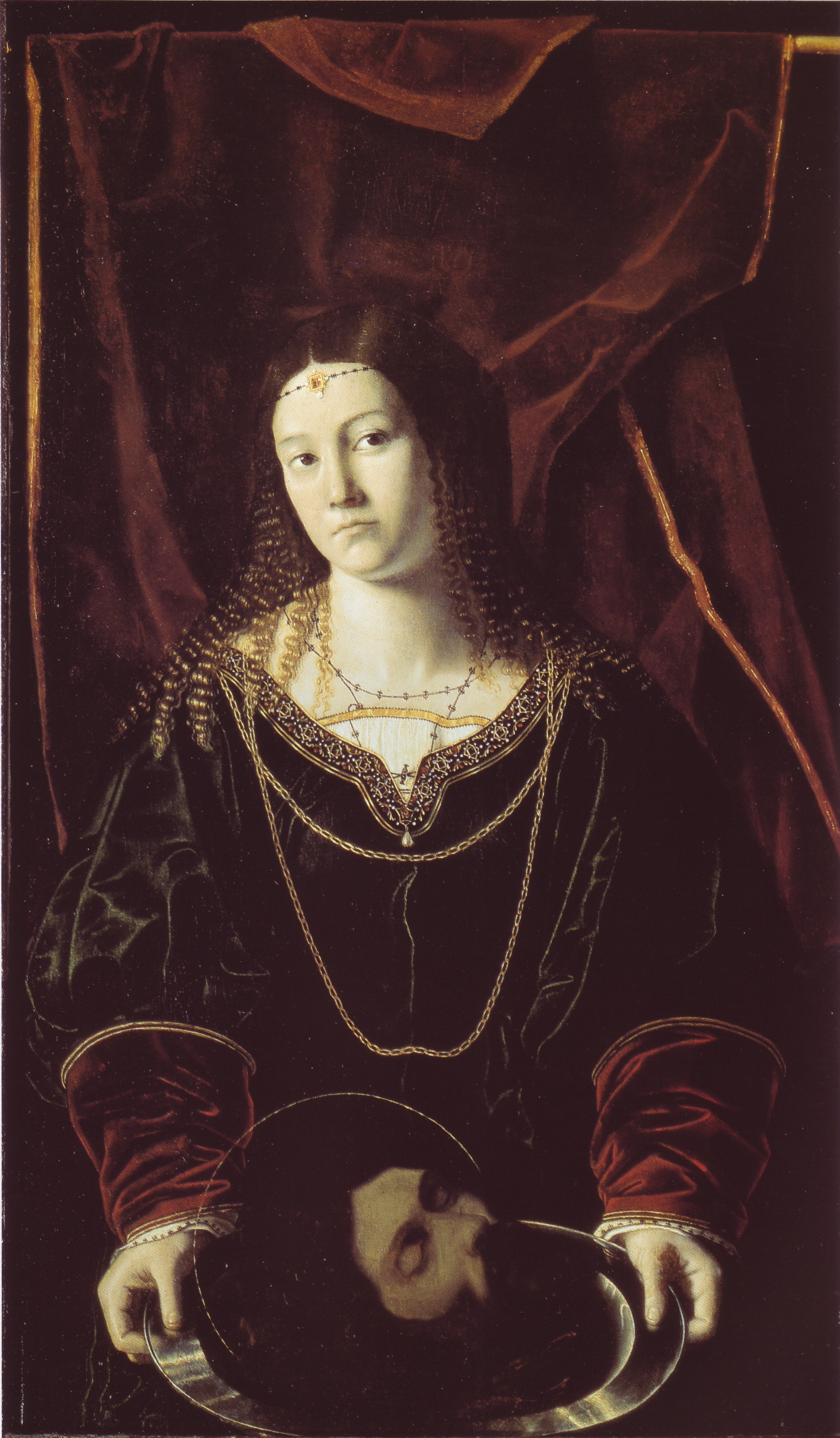
Salomé Dresde
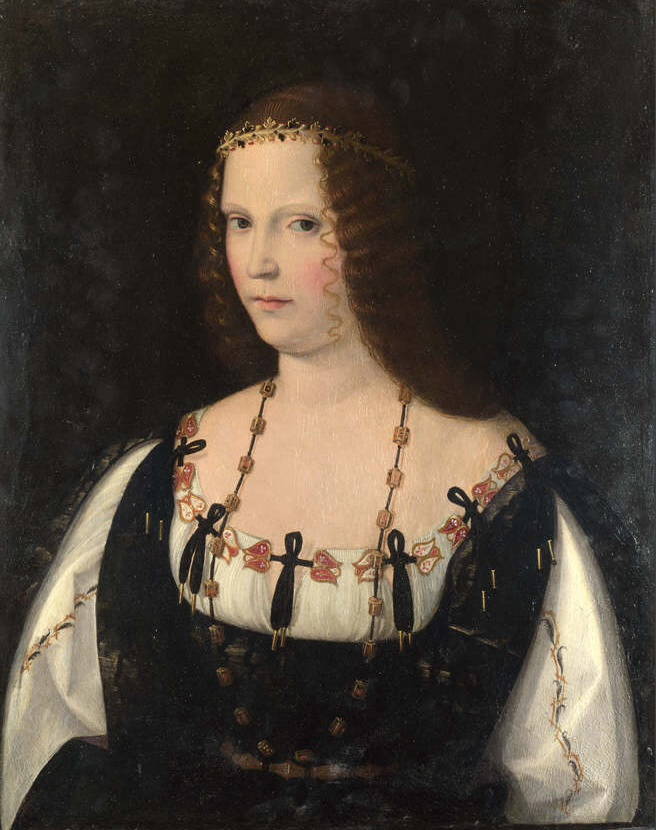
Jeune femme 1500-1510, Londres
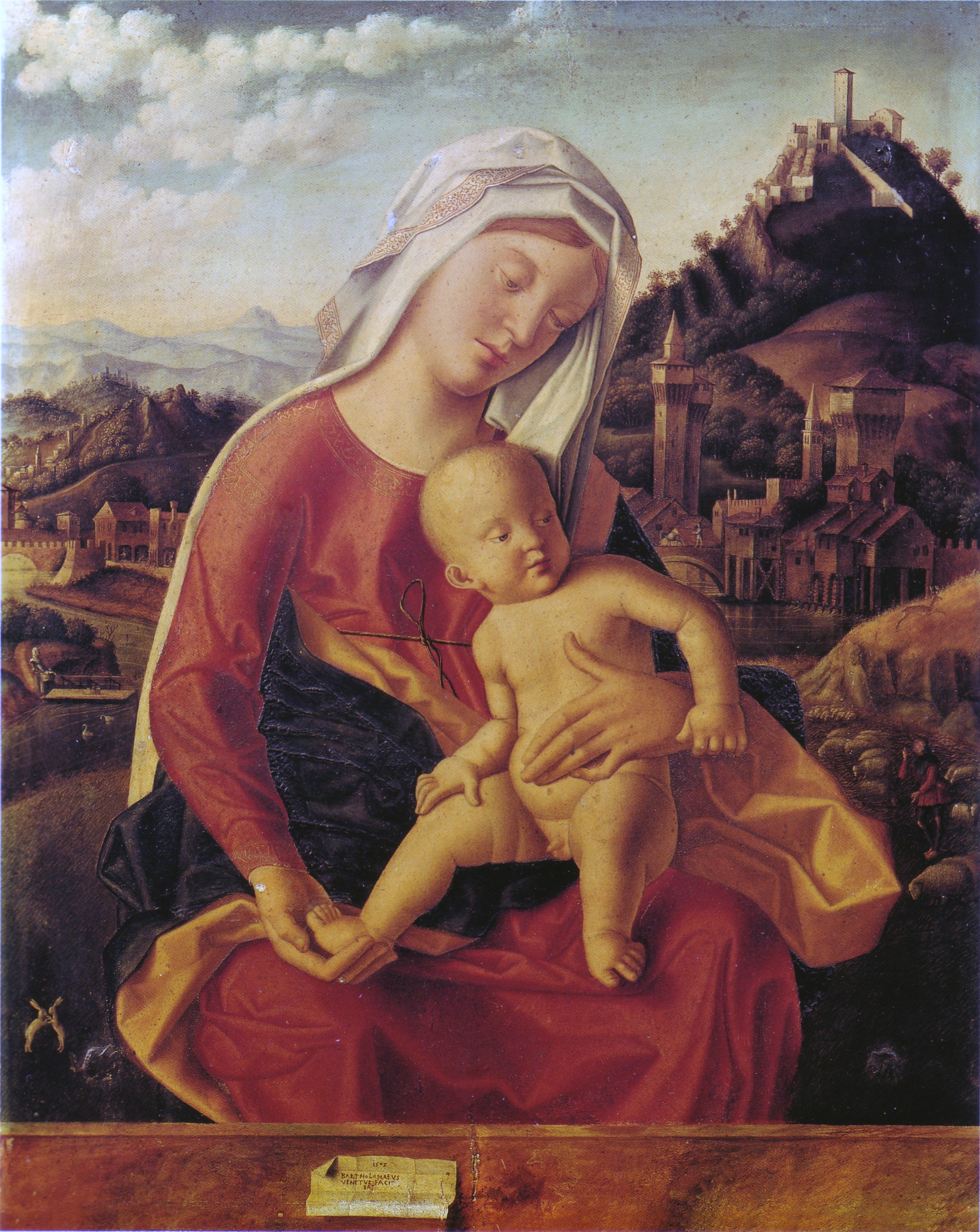
Vierge à l'Enfant 1505, Bergame
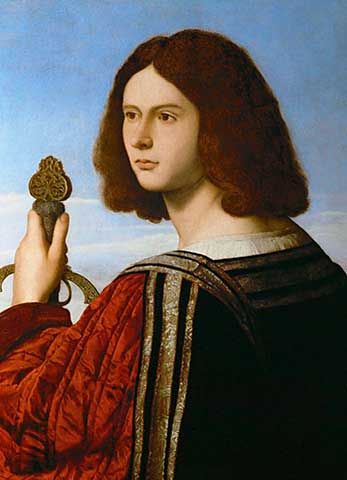
Della Rovere 1508, Académie Carrara
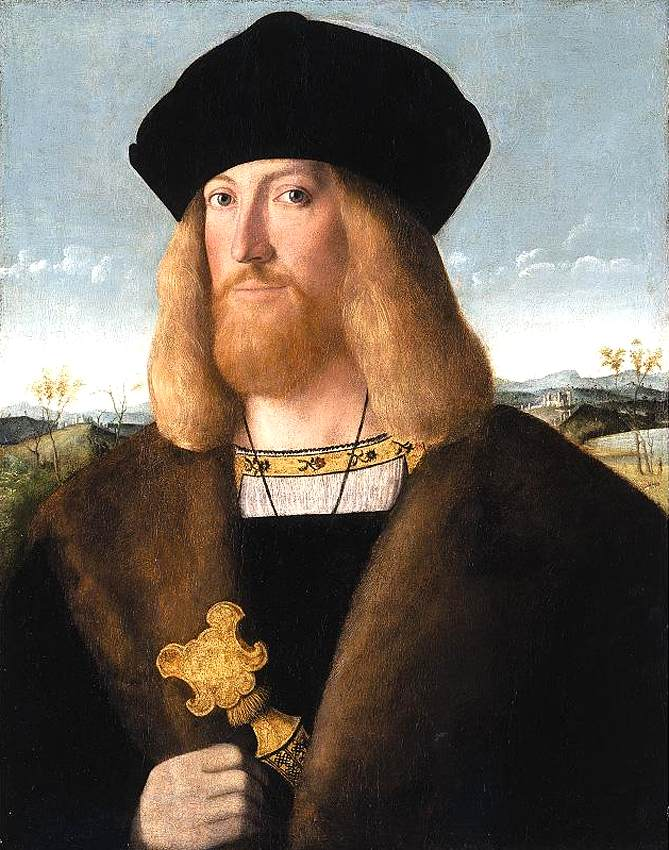
Gentilhomme à la barbe 1508-1510 collection particulière
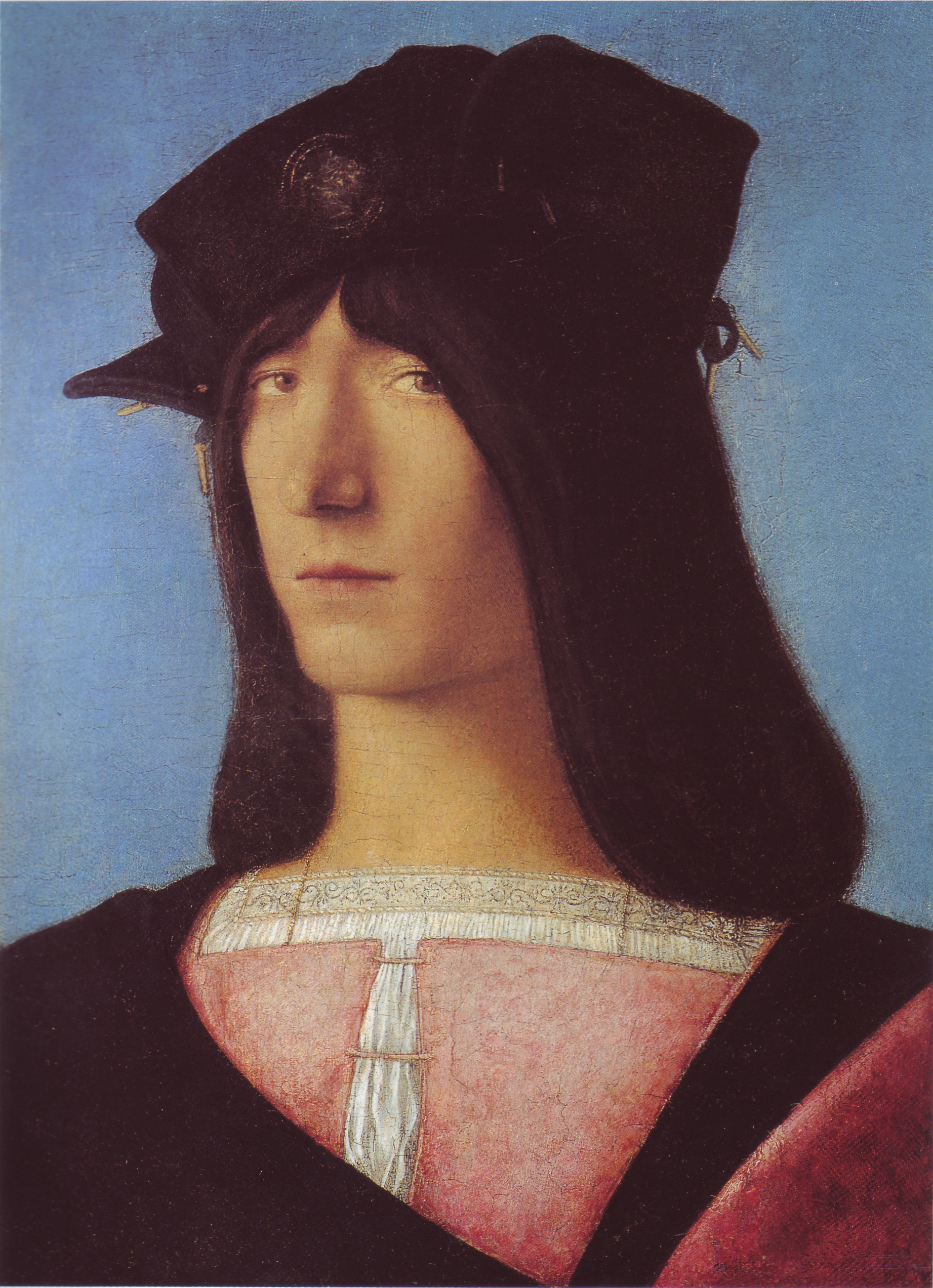
Jeune gentilhomme v. 1510, Cleveland
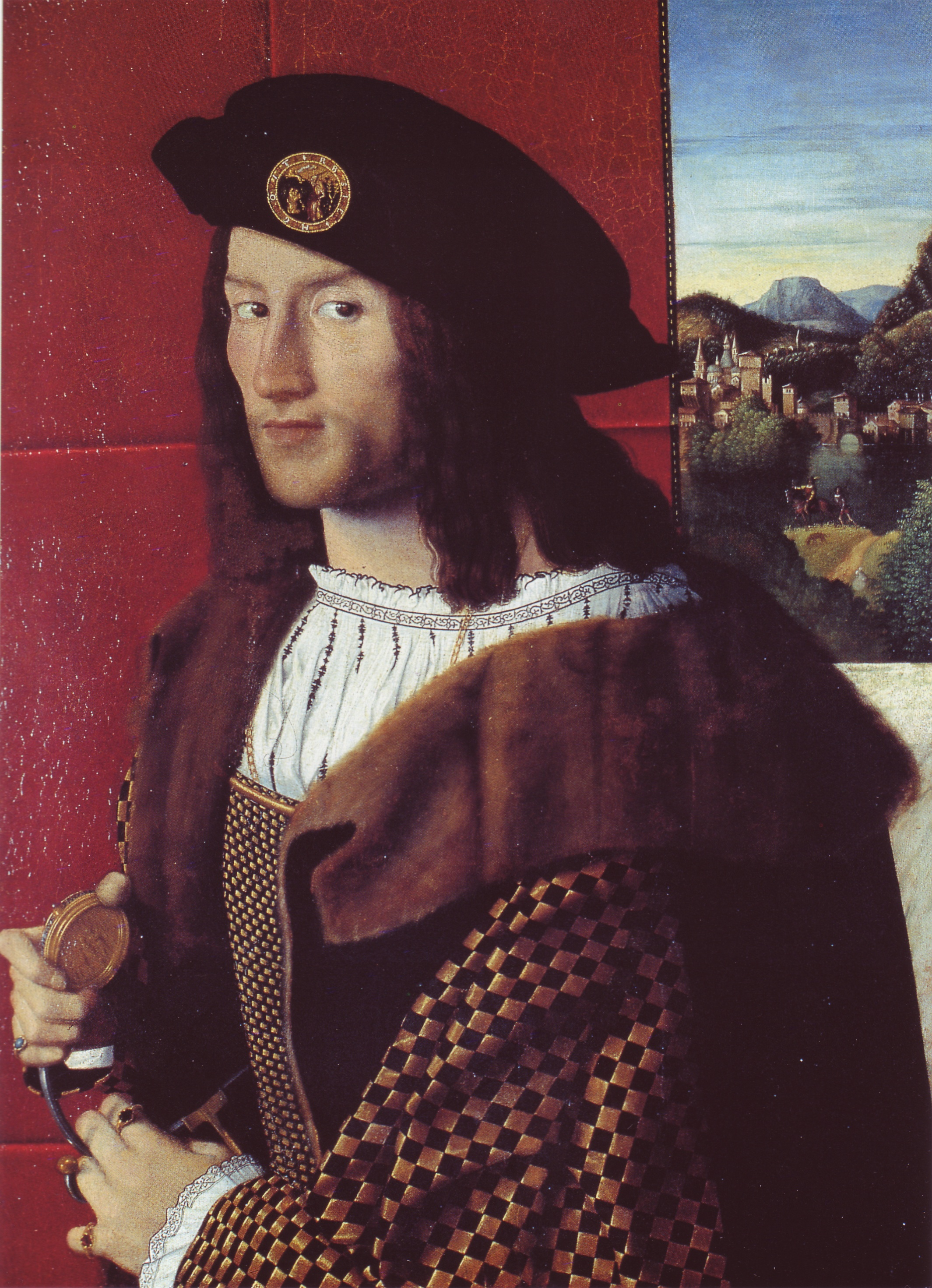
Portrait de gentilhomme 1512, Rome

- Portrait d'homme, 1512, peinture, musée des beaux-arts de Houston
- Portrait de femme,  huile sur bois, 58 × 44 cm, musée des beaux-arts de Houston
- Portrait de gentilhomme[6], 1515-1520, huile sur carton entoilé, 77 × 58 cm, National Gallery of Art, Washington
- Portrait de Dame[7], 1520-1530, huile sur bois, 93 × 62 cm, musée des beaux-arts du Canada, Ottawa
- Portrait idéalisé d'une courtisane en Flore (peut-être Lucrezia Borgia), 1520, tempera et huile sur peuplier, 44 × 35 cm, Städel, Francfort-sur-le-Main
- Femme jouant du luth, 1520, huile sur panneau, 65 × 50 cm, Pinacothèque de Brera, Milan
- Femme jouant du luth (1530), Getty Center
- Portrait d'une dame en robe verte, 1530, huile sur panneau, 85 × 68 cm, Timken Museum of Art, San Diego
- Ludovic Martinengo, 1530, huile sur panneau, 105 × 73 cm, National Gallery Londres

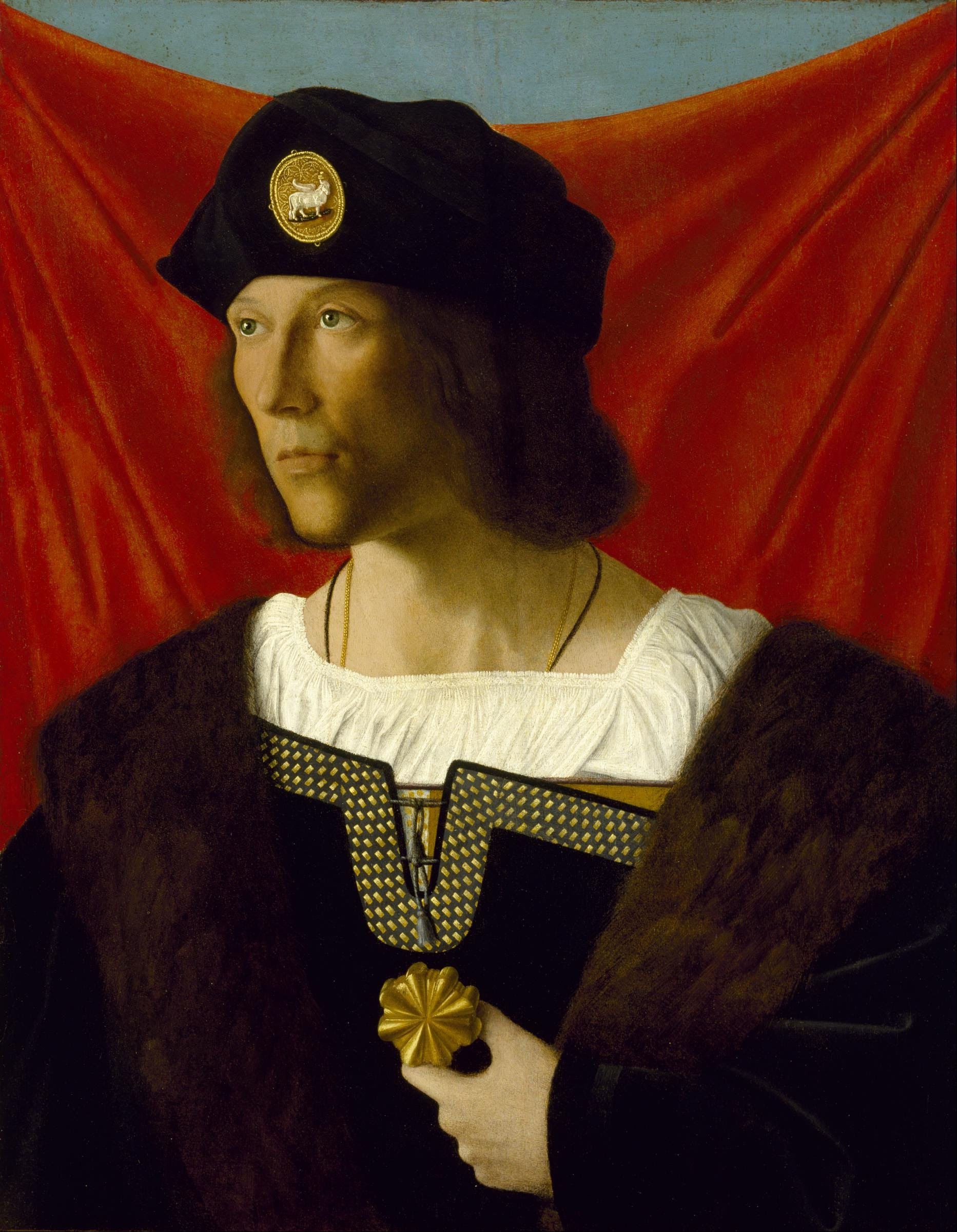
Portrait d'homme 1512, Houston
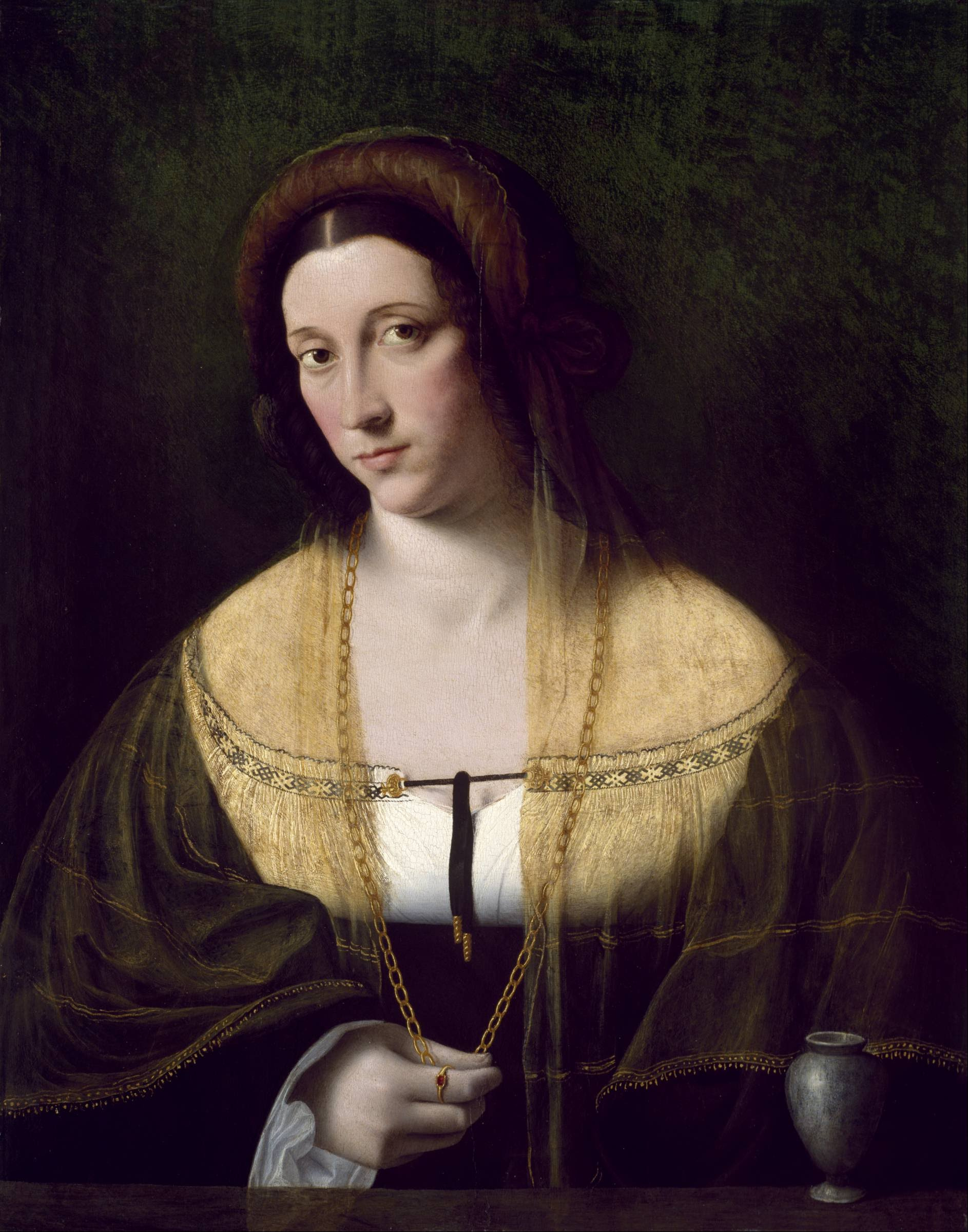
Portrait de Dame Houston
Portrait d'homme 1515-1520, Washington
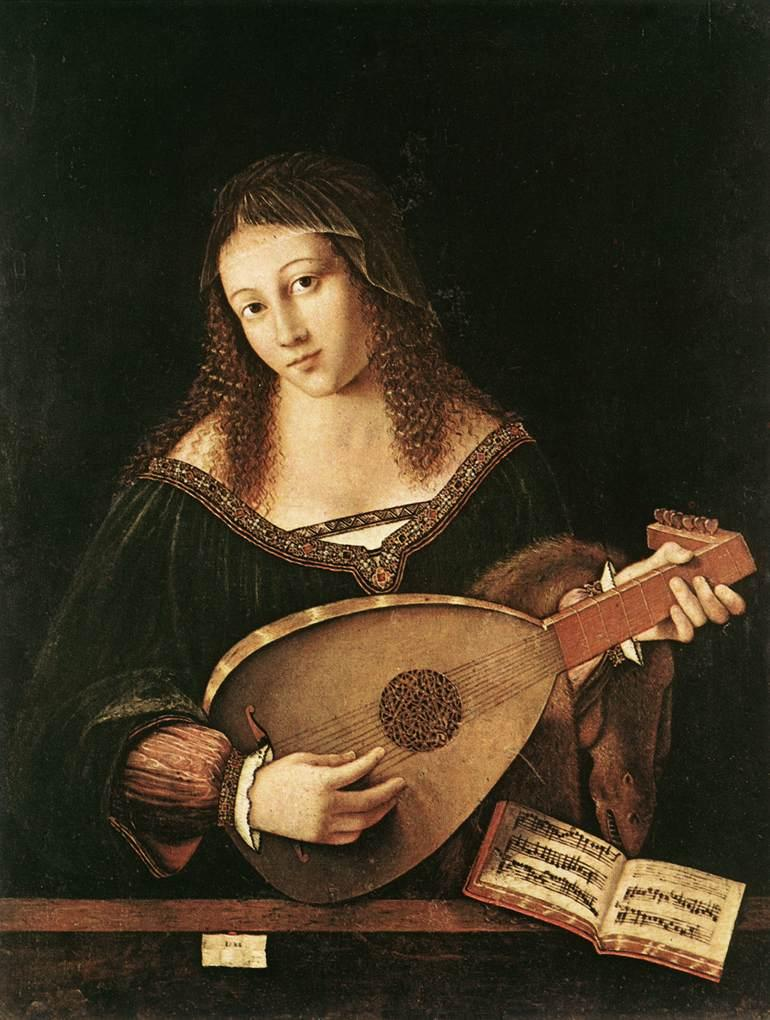
Femme jouant du luth 1520, Brera
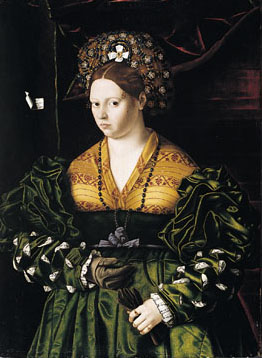
Dame en vert 1530, San Diego
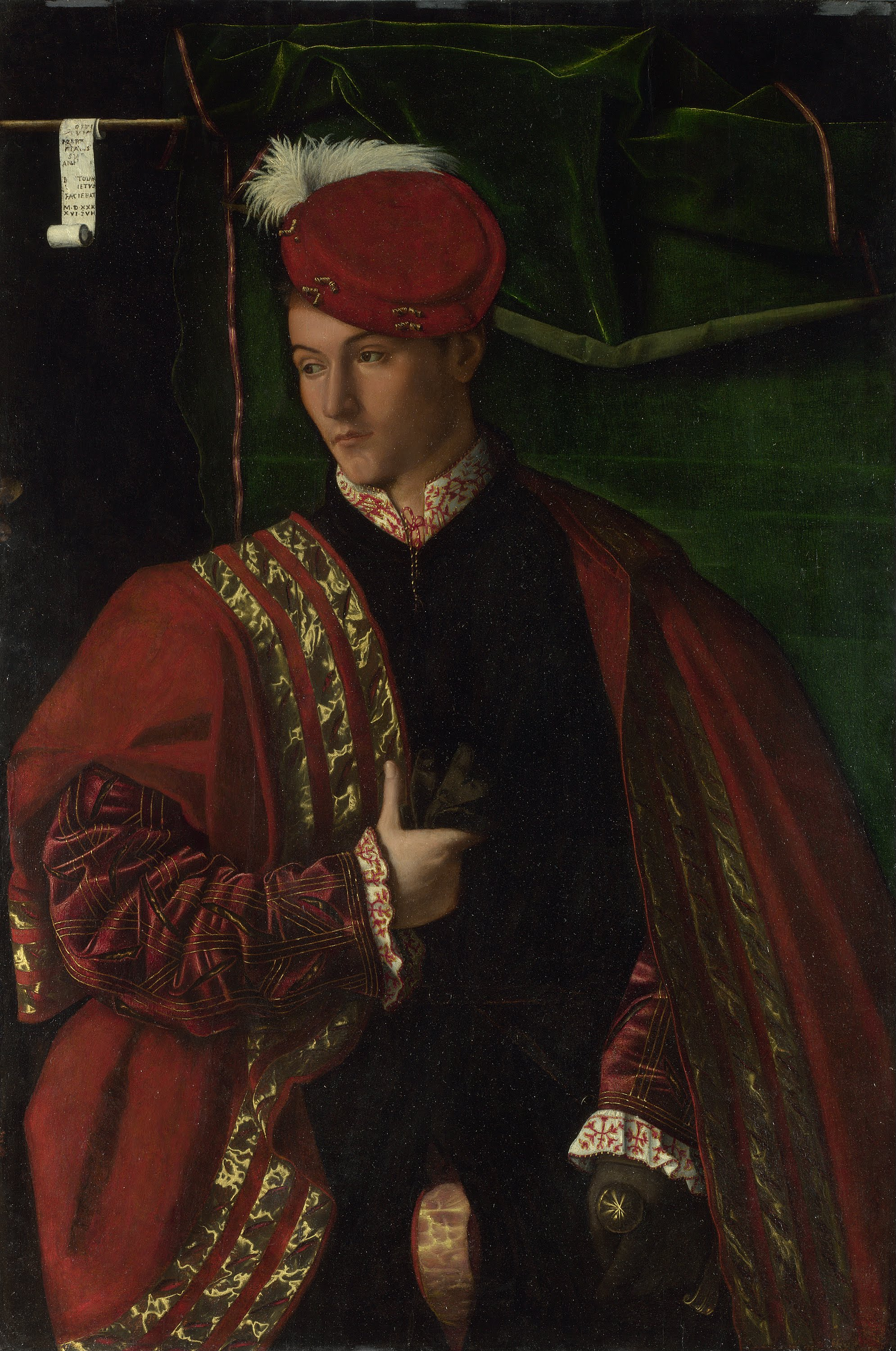
Ludovico Martingo 1530, Londres

Dates non renseignées :
- Jeune femme en sainte Catherine, Museo Poldi Pezzoli, Milan
- Portrait d'homme, Fitzwilliam Museum, Université de Cambridge
- Portrait de gentilhomme, musée des beaux-arts de Budapest
- Portrait d'une femme juive avec des outils, huile, collection particulière, Milan
- Sainte Catherine d'Alexandrie, collection Borromeo, Isola Bella (Stresa)
- Salomé et la tête de saint Jean Baptiste, Gemäldegalerie Alte Meister, Dresde
- Portrait de gentilhomme, collection Perego, Milan
- Portrait de Bernardino da Lesmo[8], Pinacothèque Ambrosienne, Milan
- Portrait d'un gentilhomme en robe et chapeau noir, 70 × 53 cm[9]

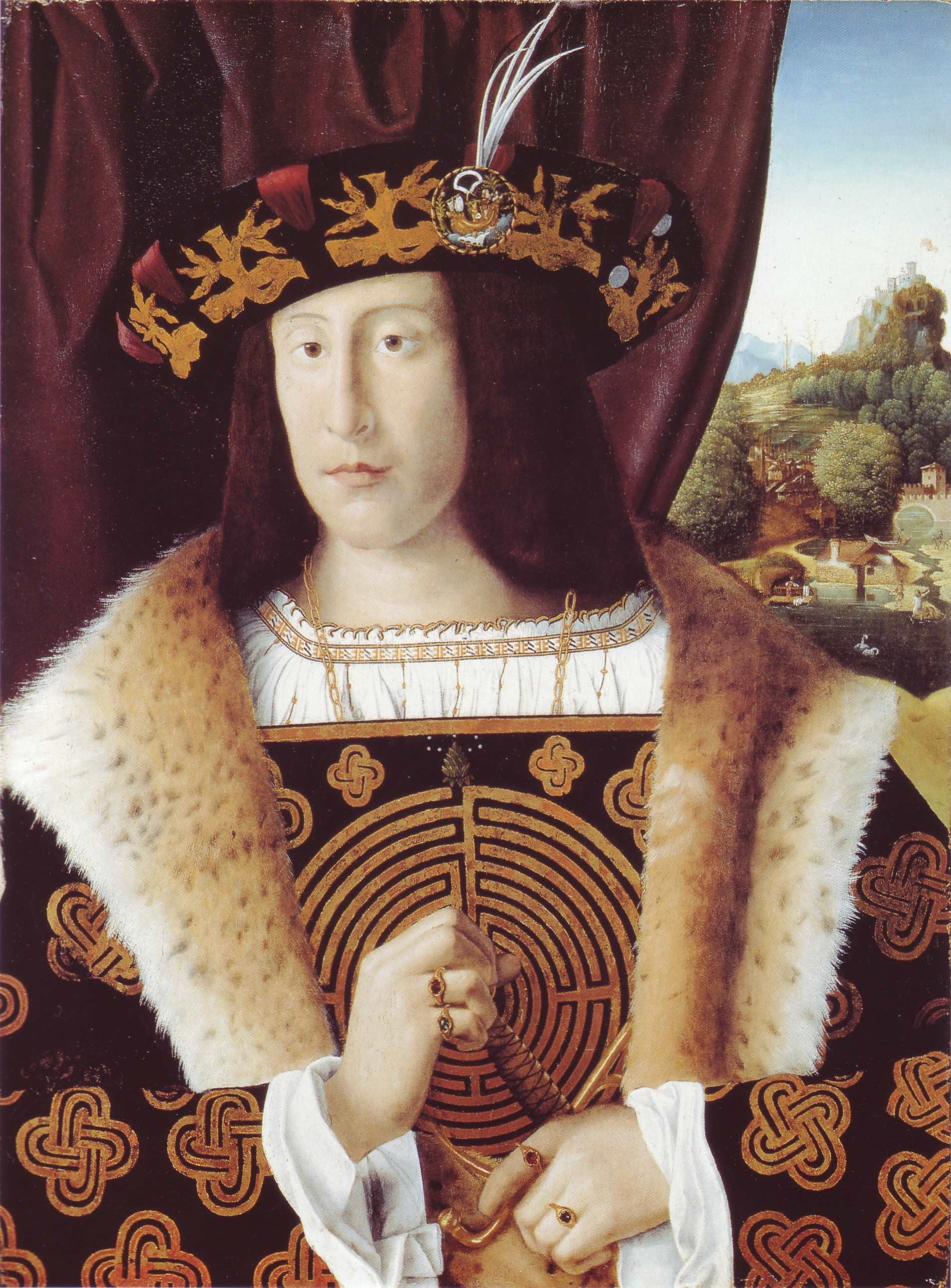
Portrait d'homme Cambridge
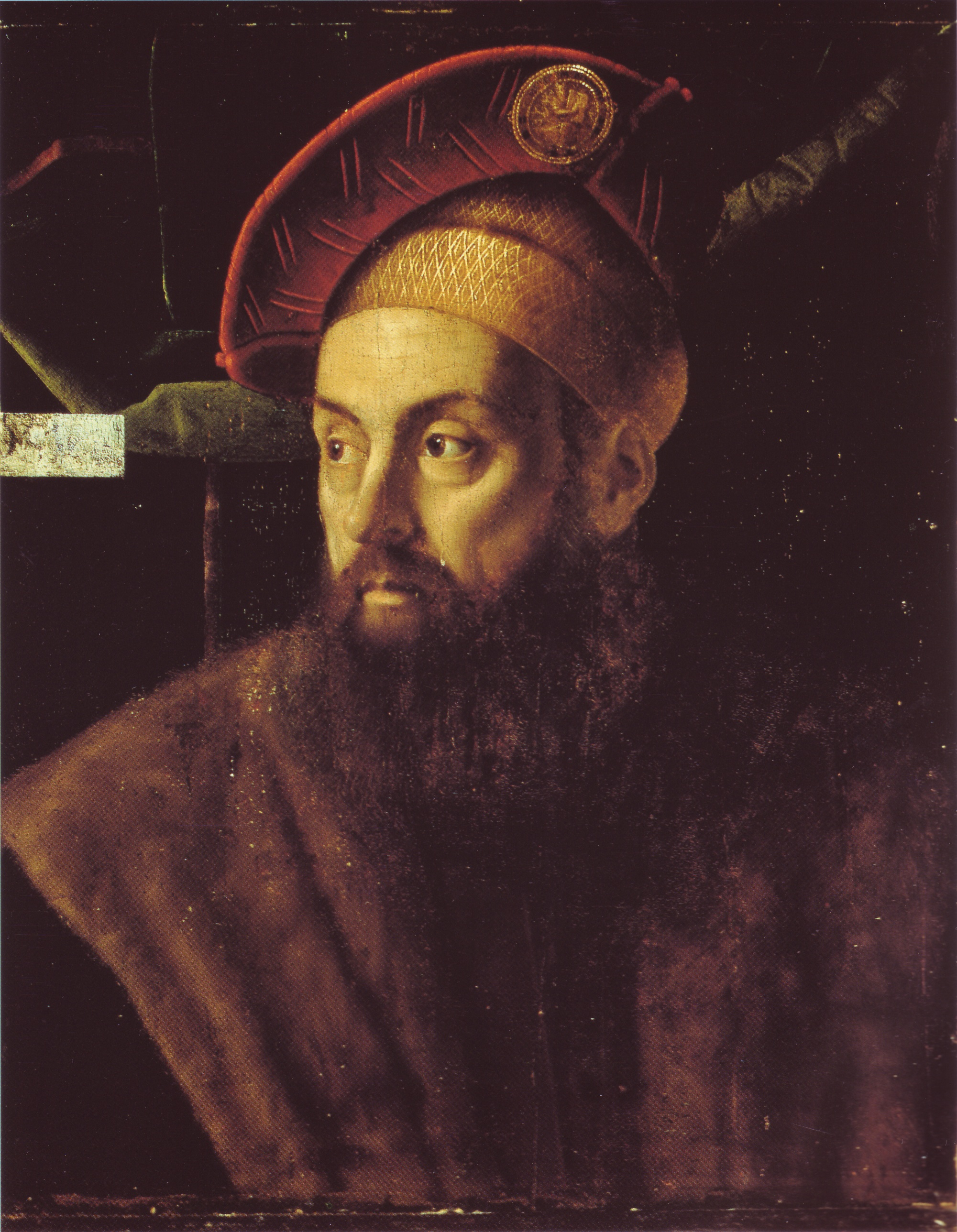
Portrait de gentilhomme Budapest
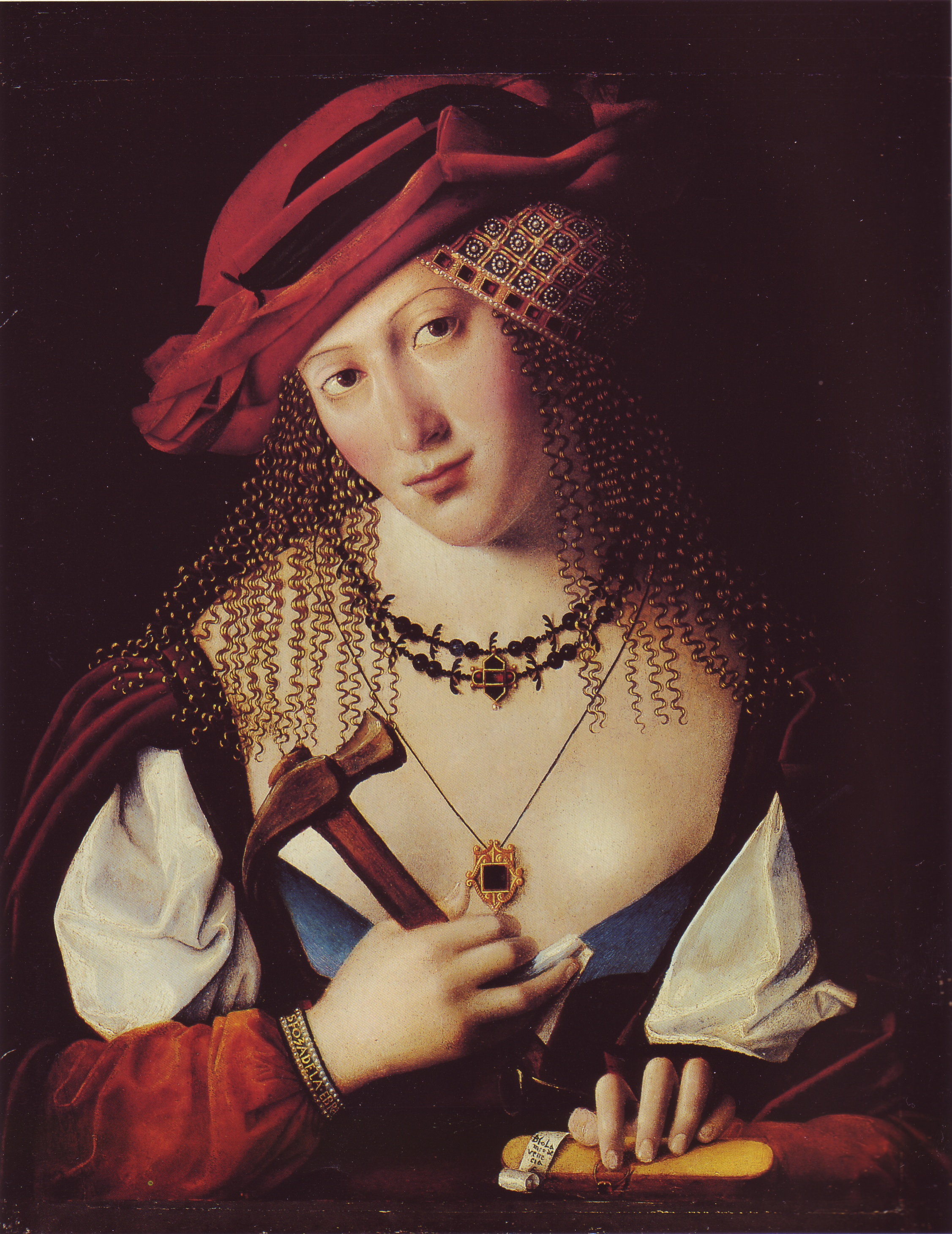
Femme juive Collection particulière
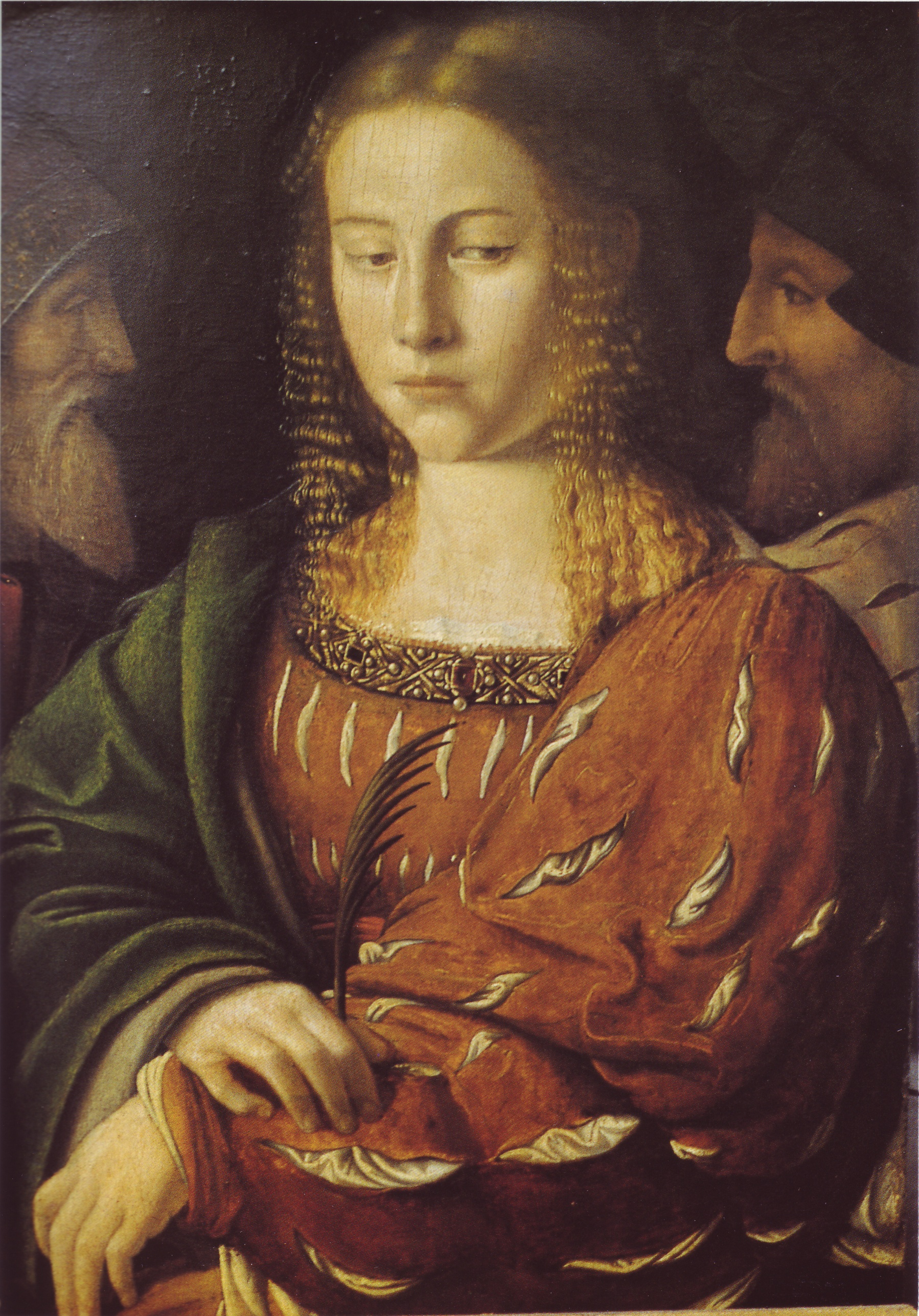
Sainte Catherine Collection Borromeo
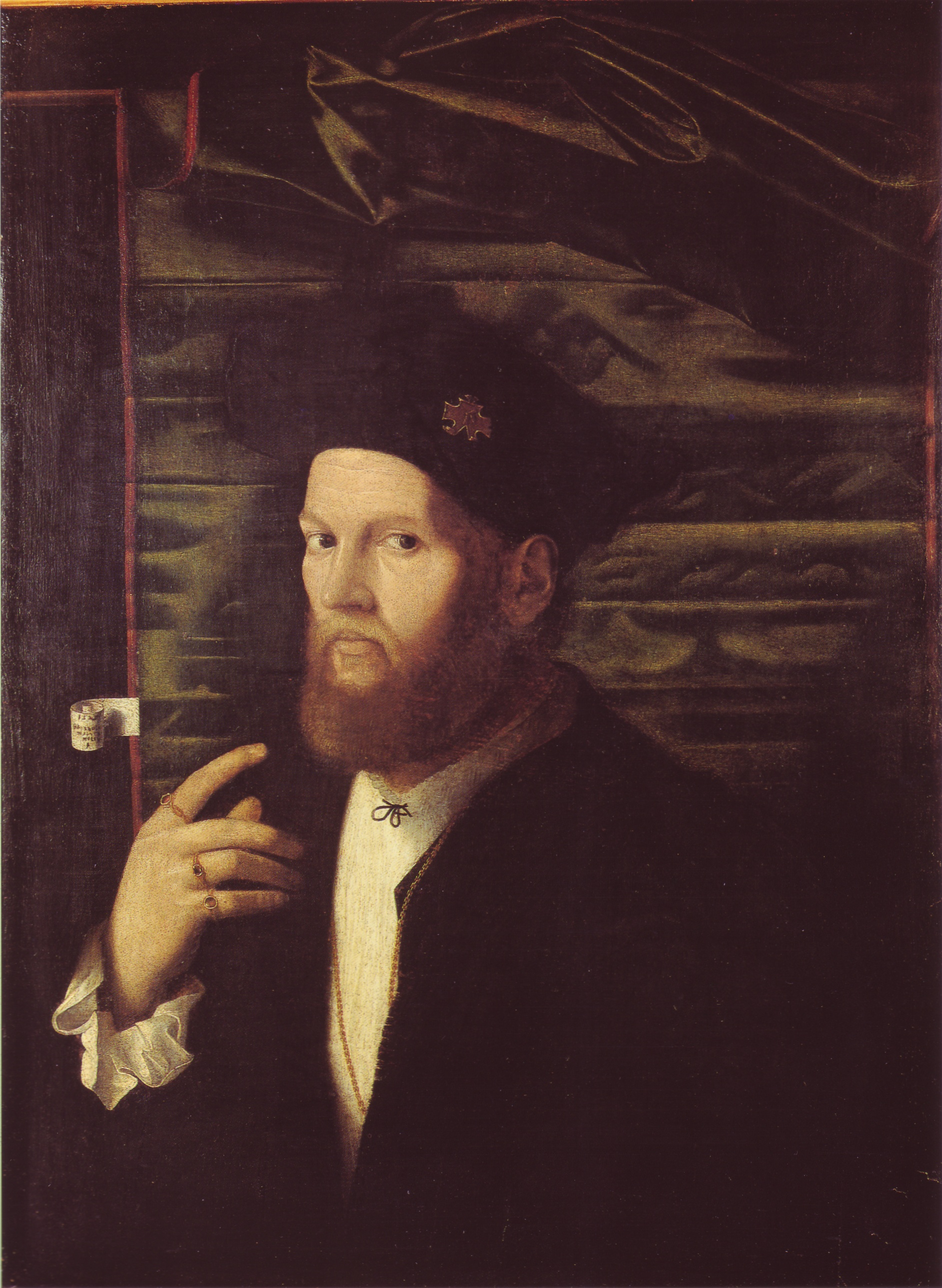
Gentilhomme Collection Perego
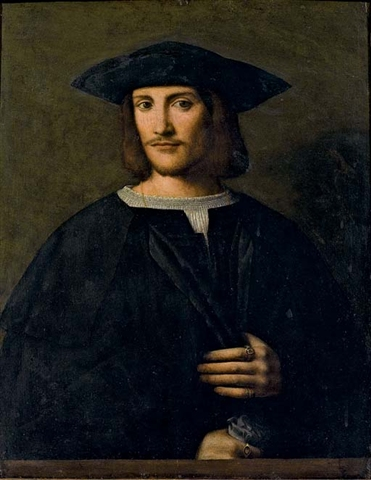
Homme en noir Christie's 2007

## Sources
- (it) Cet article est partiellement ou en totalité issu de l’article de Wikipédia en italien intitulé « Bartolomeo Veneto » (voir la liste des auteurs).